# Bombus breviceps
Espèce
Bombus breviceps est une espèce de bourdons du sous-genre Alpigenobombus.

## Description
L'holotype de Bombus breviceps mesure 19 mm et aurait été collecté dans les environs de Zhoushan (Nord-Est de la province du Zhejiang en Chine).

## Publication originale
- (en) F. Smith, « Descriptions of some new and apparently undescribed Species of Hymenopterous Insects from North China, collected by Robert Fortune, Esq. », Transactions of the Royal Entomological Society of London, Royal Entomological Society, vol. 7, no 2,‎ 1852, p. 33–44 (ISSN 0035-8894 et 2056-5259, OCLC 1125695995, DOI 10.1111/J.1365-2311.1852.TB02208.X, lire en ligne).